# Jonika
Jonika – dział elektrochemii zajmujący się badaniem właściwości substancji jonowych w roztworach różnych rozpuszczalników i ciałach stałych.